# Le città della Calabria
Le città della Calabria è una collana editoriale di volumi edita da Rubbettino Editore, iniziata nel 1991 e conclusasi nel 2014.

## Struttura
Tutti i volumi si presentano costituiti da due parti: Passato e Presente. Il Passato riguarda tutta la storia, dalle più antiche origini fino alla prima guerra mondiale; il Presente, partendo dal 1918, si conclude contemporaneamente all’uscita del volume. L’opera, pur dal carattere scientifico (prova ne sono i fitti apparati di note bibliografiche), non disdegna un aspetto di accurata attenzione alle iconografie.
L'apparato iconografico, corredato da apposite mirate lunghe didascalie, rappresenta una sorta di percorso integrativo, e persino alternativo, a quello classico della lettura testuale.
Per via di tali ragioni, Marta Petrusewicz, professoressa ordinaria di Storia Moderna presso l’Università della Calabria, ha definito questo lavoro una “opera monumentale” sulla storia della Calabria.
La collana, curata da Fulvio Mazza, ha avuto come collaboratori i più importanti storici della Calabria e del Mezzogiorno, quali, in ordine alfabetico: Piero Bevilacqua, Filippo Burgarella, Domenico Cersosimo, Gaetano Cingari, Ferdinando Cordova, Cosimo Damiano Fonseca, Giuseppe Galasso, Luigi Maria Lombardi Satriani, Emilia Zinzi oltre allo stesso Fulvio Mazza e a Fausto Cozzetto. Quest’ultimo è stato il consulente scientifico dell’intera collana.

## Volumi
L'opera consta di 22 volumi, qui riportati in ordine alfabetico:
- Borgia
- Castrovillari
- Catanzaro
- Cirò - Cirò Marina
- Corigliano Calabro
- Cosenza
- Crotone
- Fabrizia, Serra San Bruno
- Gioia Tauro
- Il Tirreno Cosentino
- La Calabria albanese
- Lamezia Terme
- Paola
- Reggio Calabria
- Rossano
- San Giovanni in Fiore
- Scilla
- Sibari, Cassano all’Ionio
- Siderno e la Locride
- Soverato
- Tropea
- Vibo Valentia